# Tregarezzo
Tregarezzo (Tregarèzz in dialetto milanese, AFI: [treɡaˈrɛts]) è un quartiere del comune di Segrate posta a sud del centro abitato, oltre la ferrovia Milano-Venezia e nei pressi dell'idroscalo.

## Storia
Registrato agli atti del 1751 come un villaggio milanese di soli 52 abitanti, alla proclamazione del Regno d'Italia nel 1805 Tregarezzo risultava avere 100 residenti. Nel 1809 un regio decreto di Napoleone soppresse il municipio annettendolo a Segrate, e poi a Vimodrone nel 1811. Il Comune di Tregarezzo fu poi ripristinato nel 1816 dopo il ritorno degli austriaci, che tuttavia tornarono sui loro passi col dispaccio governativo del 17 gennaio 1841 che cancellò nuovamente il municipio tregarezzese unendolo a Novegro, località successivamente confluita nella comunità tregarezzese.